# Slamanje Sveta
Slamanje Sveta je važan istorijski događaj u izmišljenom svetu Točka Vremena, serijalu knjiga Roberta Džordana. Ovaj period je takođe poznat i kao Vreme Ludila, kada su muški Aes Sedai promenili svet. Svi muški Aes Sedai us poludeli na kraju Rata Moći, kada je protivudar Mračnog izopačio saidin. U njihovom ludilu, oni us koristili Moć da izazovu velike zemljotrese, uništavaju planine i podižu nove. Stvorili su kopno tamo gde je ranije bilo more, i pustili su okean da poplavi ono gde se nekada nalazilo kopno. Gradovi su zbrisani sa lica zemlje i čitave civilizacije su prestale da postoje tokom ovog perioda. Pojedini narodi su uspeli da se ponovo organizuju u primitivne zajednice kada je poslednji muški Aes Sedai umro. Zavisno od toga da li se za kraj Slamanja Sveta uzima osnivanje Kairhijena ili ulazak prvih Aijela u Ruidean, Slamanje Sveta je trajalo između 7 i 12 generacija, odnosno od 150-300 godina.
Najveći deo sveta se potpuno promenio, i najveći deo svetske populacije je izginuo u ovom uništenju koje je zapamćeno u pričama, legendama i istoriji.

## Literatura
- Robert Jordan's The Wheel of Time series Архивирано на веб-сајту  (5. март 2013)
- [мртва веза]